# イルミスライト ひかりのパズル
『イルミスライト ひかりのパズル』は、インターチャネルから2008年9月18日に発売されたニンテンドーDS用ソフト。

## 概要
光を曲げたり色を変えるなど光の特性を利用しターゲットを照らしていくパズルゲーム。